# 마테오 겐두지
마테오 엘리아스 켄조 겐두지 올리에(프랑스어: Matteo Elias Kenzo Guendouzi Olié, 프랑스어 발음: [mateo ɡɛnduzi] ( 듣기), 1999년 4월 14일~)는 프랑스의 축구 선수로 포지션은 미드필더이다. 현재 세리에 A의 SS 라치오와 프랑스 축구 국가대표팀에서 활동하고 있으며 대한민국에서는 성 'Guendouzi'를 'Gu', 'en', 'douzi'로 분리해 읽은 마테오 귀앵두지로도 알려져 있다.

## 어린 시절
겐두지는 1999년 4월 14일 프랑스의 푸아시에서 모로코인 아버지와 프랑스인 어머니 사이에서 태어났다. 그는 6살에 파리 생제르맹 FC의 유소년팀에 입단하며 축구 선수 경력을 시작했고 2014년 파리 생제르맹 유소년팀을 떠나 FC 로리앙의 유소년팀으로 이적했다. 그는 로리앙의 2군에서 활동하다가 2016년 로리앙의 1군으로 승격했다.

## 구단 경력

### FC 로리앙
겐두지는 2016년 10월 15일 로리앙이 FC 낭트에게 2대 1로 패배한 2016-17 리그 1 9라운드에서 로리앙 1군 데뷔전을 가졌다. 그는 2016-17 시즌에 로리앙 소속으로 총 9경기에 출전했고 로리앙은 해당 시즌에 리그 2로 강등되었다. 2017-18 시즌에 겐두지는 로리앙 소속으로 총 21경기에 출전했고 로리앙은 해당 시즌에 7위를 기록했다.